# (68948) Mikeoates
(68948) Mikeoates est un astéroïde de la ceinture principale.

## Description
(68948) Mikeoates est un astéroïde de la ceinture principale. Il fut découvert le 8 août 2002 à l'observatoire Palomar par Sebastian F. Hönig. Il présente une orbite caractérisée par un demi-grand axe de 2,79 UA, une excentricité de 0,03 et une inclinaison de 1,2° par rapport à l'écliptique.

## Compléments